# Tom Holland (Schauspieler)

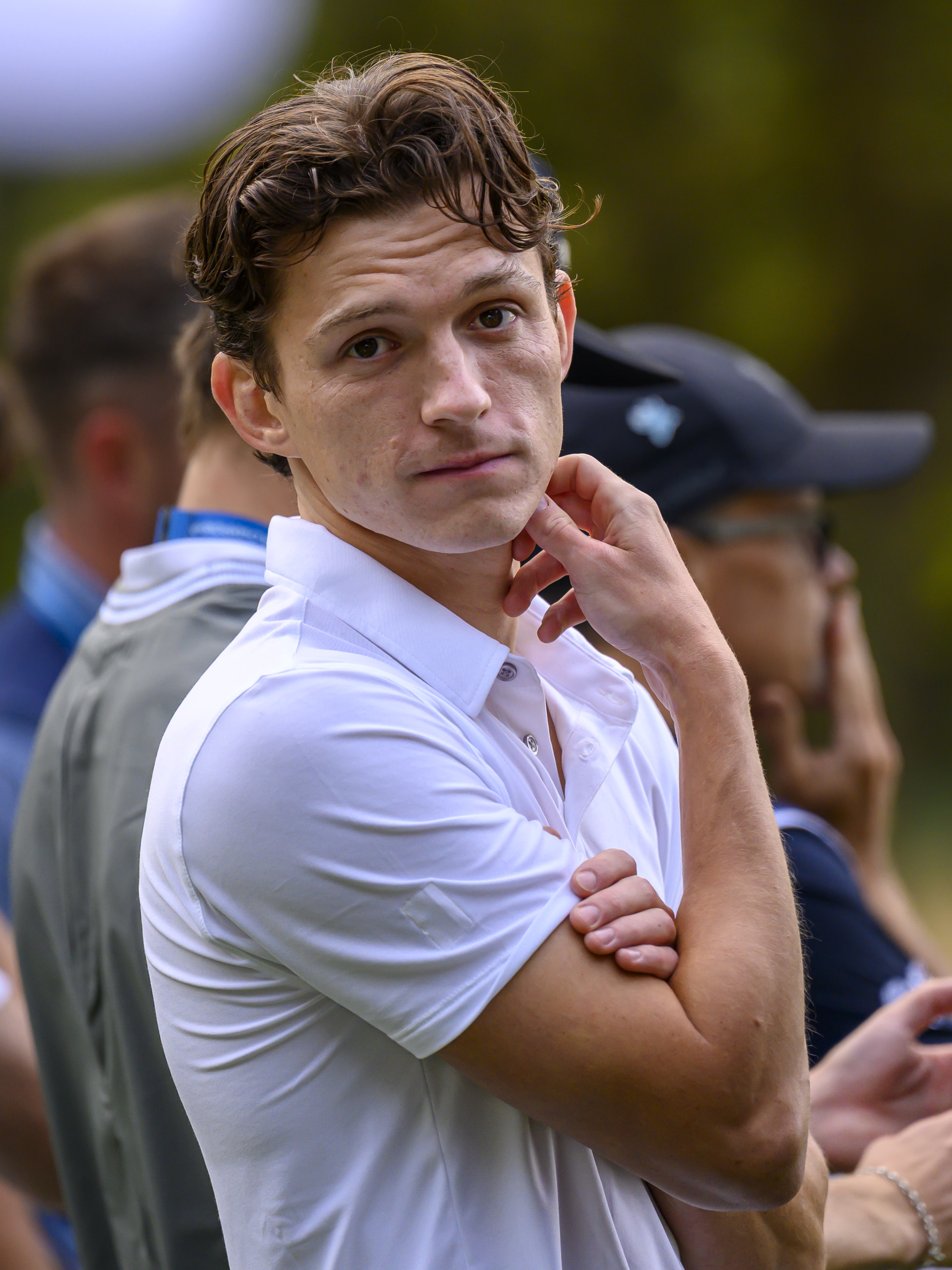
Tom Holland (2023)

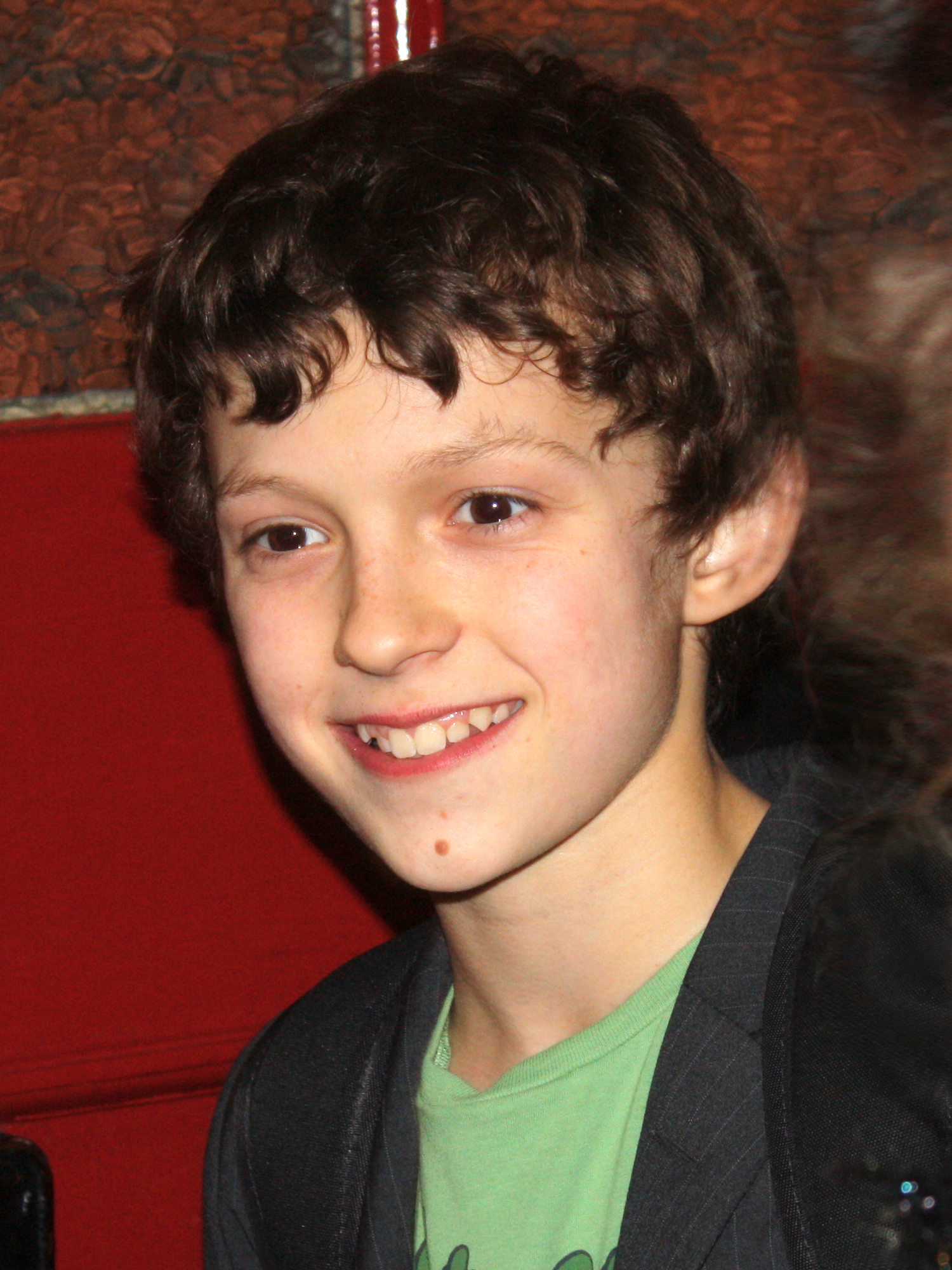
Tom Holland (2010)

Thomas Stanley „Tom“ Holland (* 1. Juni 1996 in Kingston upon Thames, London) ist ein britischer Schauspieler und Tänzer. International bekannt wurde er durch die Rolle des Spider-Man in den Filmen des Marvel Cinematic Universe.

## Leben
Tom Holland wurde am 1. Juni 1996 als Ältester von vier Söhnen von Dominic Holland, einem Comedian und Autor, und dessen Frau Nicola Elizabeth, einer Fotografin, geboren. Seine Brüder sind Patrick „Paddy“ Holland und die Zwillinge Harry und Sam Holland, die auch als Schauspieler tätig sind. Seine Familie hat teilweise irische Wurzeln; Hollands Großmutter väterlicherseits stammte aus Tipperary. Er besuchte die katholische Donhead Preparatory School in Wimbledon und im Anschluss daran, bis 2012, das ebenfalls von Jesuiten geleitete Wimbledon College.
Tom Holland begann im Alter von neun Jahren zu tanzen. 2006 wurde er dabei von der Choreographin Lynne Page entdeckt. Mit ihrer Hilfe gelang es Holland, 2008 in Billy Elliot the Musical die Rolle von Michael, Billys bestem Freund, zu bekommen. Bereits im September desselben Jahres verkörperte er die Hauptrolle. Am 31. Mai 2010, dem fünften Jahrestag der Premiere, war Holland ebenfalls als Billy Elliot zu sehen.
Seine Karriere in Film und Fernsehen begann 2010, als er für den Zeichentrickfilm Arrietty – Die wundersame Welt der Borger eine der Hauptrollen synchronisieren durfte. 2012 schließlich erfolgte der Durchbruch, als er an der Seite von Naomi Watts und Ewan McGregor die dritte Hauptrolle im Katastrophenfilm The Impossible verkörperte. Für seine Rolle eines überlebenden Jungen des Tsunamis im Indischen Ozean 2004 war Holland für achtzehn internationale Film- und Kritikerpreise nominiert, darunter den Saturn Award, den spanischen Goya oder den Young Artist Award. Acht dieser Preise durfte Holland auch entgegennehmen, darunter den bereits erwähnten Young Artist Award.
In der britischen Miniserie Wölfe, die 2015 produziert wurde, ist Holland als Gregory Cromwell, der Sohn des Reformators Thomas Cromwell, 1. Earl of Essex zu sehen.
Im Juni 2015 wurde bekannt, dass Holland in der im Marvel Cinematic Universe (MCU) angesiedelten Neuverfilmung von Spider-Man die Figur des Peter Parker (alias Spider-Man) spielen wird. Seinen ersten Auftritt in dieser Rolle hatte er bereits 2016 in The First Avenger: Civil War. Die schauspielerische Leistung von Holland war nach der Premiere des Films vielfach gelobt und der Schauspieler als der neue Spider-Man begrüßt worden. Besonders aufgrund seines jugendlichen Alters und seiner eindrucksvollen Bewegungen, die seine Erfahrungen als Turner und Akrobat zeigten, bewege sich Holland näher an den Spider-Man-Comic-Heften. Dies zeige insbesondere sein Flip beim Auftreten der Figur sowie viele der Stunts, die der Schauspieler in The First Avenger: Civil War selbst durchführte. Auch Tobey Maguire, der selbst die Figur ab 2002 zu neuer Berühmtheit geführt hatte, gratulierte Holland nach seiner Einführung in das MCU und zeigte sich angetan vom neuen Spider-Man. Spider-Man: Homecoming kam im Juli 2017 in die deutschen Kinos. In dem Film Edison – Ein Leben voller Licht von Alfonso Gomez-Rejon, der im September 2017 im Rahmen des Toronto International Film Festivals seine Weltpremiere feierte, spielt Holland den Wirtschaftsmagnaten Samuel Insull.
2018 und 2019 kehrte er in Avengers: Infinity War und Avengers: Endgame erneut in seine Rolle als Spider-Man zurück. Ebenfalls 2019 feierte der zweite Solo-Film von Hollands Charakter, Spider-Man: Far From Home, Premiere und konnte wiederum mit einem Einspielergebnis von 1,13 Milliarden US-Dollar außerordentlich erfolgreich an den Kinokassen abschneiden. 2020 übernahm Holland die Hauptrolle eines vom rechten Wege abgekommenen tragischen Heranwachsenden in der Netflix-Produktion The Devil All the Time. Im Dezember 2021 kam schließlich die dritte Verfilmung von Hollands Spider-Man-Version in die Kinos. In dem Film, welcher zugleich ein Crossover mit anderen Spider-Man-Filmen darstellt, agierten unter anderem Tobey Maguire und Andrew Garfield (die früheren Darsteller des Titelhelden) an Hollands Seite. Der Kinofilm spielte rund 1,9 Milliarden US-Dollar ein und zählt damit zu den zehn erfolgreichsten Filmen aller Zeiten. Anfang 2022 kam die Videospielverfilmung Uncharted in die Kinos, in welcher Holland die Hauptrolle des Nathan „Nate“ Drake übernahm. An seiner Seite spielten unter anderem Mark Wahlberg und Antonio Banderas.
Seit Edge of Winter ist Christian Zeiger der deutsche Stammsprecher von Holland.
Seit 2021 ist Holland in einer Beziehung mit seiner Spider-Man-Schauspielkollegin Zendaya.

## Filmografie (Auswahl)
- 2010: Arrietty – Die wundersame Welt der Borger (Karigurashi no Arietti, Stimme)
- 2012: The Impossible (Lo imposible)
- 2013: No Turning Back (Locke, Stimme)
- 2013: How I Live Now
- 2015: Wölfe (Wolf Hall, Fernsehserie)
- 2015: Im Herzen der See (In the Heart of the Sea)
- 2016: The First Avenger: Civil War (Captain America: Civil War)
- 2016: Gefangene der Kälte (Edge of Winter)
- 2016: Die versunkene Stadt Z (The Lost City of Z)
- 2017: Gottes Wege sind blutig (Pilgrimage)
- 2017: Spider-Man: Homecoming
- 2017: Edison – Ein Leben voller Licht (The Current War)
- 2018: Avengers: Infinity War
- 2019: Avengers: Endgame
- 2019: Spider-Man: Far From Home
- 2019: Spione Undercover – Eine wilde Verwandlung (Spies in Disguise, Stimme)
- 2020: Die fantastische Reise des Dr. Dolittle (Dolittle, Stimme)
- 2020: Onward: Keine halben Sachen (Onward, Stimme)
- 2020: The Devil All the Time
- 2021: Cherry – Das Ende aller Unschuld (Cherry)
- 2021: Chaos Walking
- 2021: Venom: Let There Be Carnage (Archivmaterial aus Spider-Man: Far From Home)
- 2021: Spider-Man: No Way Home
- 2022: Uncharted
- 2023: The Crowded Room (Fernsehserie, 10 Folgen)

## Auszeichnungen (Auswahl)
British Academy Film Award
- 2017: Auszeichnung mit dem Rising Star Award als bester Nachwuchsdarsteller[12]

MTV Movie & TV Awards
- 2022: Auszeichnung für die beste Performance in einem Film
- 2022: Nominierung als Bester Held
- 2022: Nominierung für den besten Kuss (mit Zendaya)
- 2022: Nominierung für das Beste Team (mit Andrew Garfield und Tobey Maguire)